# دونا ريد
دونا ريد (بالإنجليزية: Donna Reed) ممثلة أمريكية فازت بجائزة أوسكار عام 1953 لأفضل ممثلة ثانوية عن دورها في فيلم من هنا إلى الخلود (بالإنجليزية: From Here to Eternity).
قامت دونا ريد بتمثيل أدوار بارزة في أربعين فيلما ومسلسلا تلفزيونيا، وارتبطت شهرتها بعملها مع مخرجين لامعين مثل فرانك كابرا، و فريد زينمان، و بيرت لانكستر.

## روابط خارجية
- دونا ريد على موقع IMDb (الإنجليزية)
- دونا ريد على موقع الموسوعة البريطانية (الإنجليزية)
- دونا ريد على موقع روتن توميتوز (الإنجليزية)
- دونا ريد على موقع ألو سيني (الفرنسية)
- دونا ريد على موقع ميوزك برينز (الإنجليزية)
- دونا ريد على موقع تيرنر كلاسيك موفيز (الإنجليزية)
- دونا ريد على موقع أول موفي (الإنجليزية)
- دونا ريد على موقع قاعدة بيانات الأفلام السويدية (السويدية)
- دونا ريد على موقع إن إن دي بي (الإنجليزية)
- دونا ريد على موقع ديسكوغز (الإنجليزية)